# Tree (album)
TREE – siódmy japoński album studyjny południowokoreańskiej grupy TVXQ, wydany 5 marca 2014 roku przez Avex Trax. Ukazał się w czterech edycjach: CD, dwóch CD+DVD (Type A i Type B) oraz „Bigeast”. Album osiągnął 1 pozycję w rankingu Oricon i pozostał na liście przez 18 tygodni, sprzedał się w nakładzie ponad 265 013 egzemplarzy w Japonii.
Album zdobył status platynowej płyty.

## Lista utworów
| CD  | CD                                                | CD                 | CD                                                               | CD                                             | CD      |
| Nr  | Tytuł utworu                                      | Tekst              | Kompozycja                                                       | Aranżacja                                      | Długość |
| --- | ------------------------------------------------- | ------------------ | ---------------------------------------------------------------- | ---------------------------------------------- | ------- |
| 1.  | „I love you -Introduction-”                       | Katsuhiko Yamamoto | Katsuhiko Yamamoto                                               | Katsuhiko Yamamoto                             | 1:42    |
| 2.  | „Champion”                                        | H.U.B.             | Sean Alexander, Jeremy Thurber                                   | Sean Alexander, Jeremy Thurber                 | 3:51    |
| 3.  | „Breeding Poison”                                 | H.U.B.             | Lasse Lindorff, Daniel Rothmann, Harry Wilkins                   | Lasse Lindorff, Daniel Rothmann, Harry Wilkins | 3:56    |
| 4.  | „Ai o motto” (jap. 愛をもっと)                    | Katsuhiko Yamamoto | Katsuhiko Yamamoto                                               | Katsuhiko Yamamoto                             | 5:51    |
| 5.  | „Cheering”                                        | Shinjirō Inoue     | Shinjirō Inoue                                                   | Shinjirō Inoue                                 | 4:19    |
| 6.  | „Something”                                       | H.U.B.             | Yoo Han-jin, Yoo Young-jin                                       | Yoo Han-jin                                    | 4:02    |
| 7.  | „Good Days”                                       | Shinjirō Inoue     | Shinjirō Inoue                                                   | Shinjirō Inoue                                 | 6:14    |
| 8.  | „Hide & Seek”                                     | H.U.B.             | Kaoru Kondō                                                      | Shinjirō Inoue                                 | 5:18    |
| 9.  | „Shinjiru mama” (jap. 信じるまま)                 | H.U.B.             | Steven Lee, Drew Ryan Scott                                      | Steven Lee, Drew Ryan Scott                    | 3:14    |
| 10. | „SCREAM”                                          | H.U.B.             | hitchhiker                                                       | hitchhiker                                     | 3:44    |
| 11. | „Crazy Crazy Crazy”                               | H.U.B.             | Steven Lee, Andreas Stone Johansson, Fredrik Hult, Andreas Oberg | Steven Lee, Andreas Stone Johansson            | 3:57    |
| 12. | „OCEAN”                                           | H.U.B.             | Shinjirō Inoue                                                   | Shinjirō Inoue                                 | 5:14    |
| 13. | „TREE OF LIFE”                                    | Shinjirō Inoue     | Shinjirō Inoue                                                   | Anders Grahn, Carlos Okabe                     | 5:38    |
| 14. | „Good-bye for NOW”                                | Shinjirō Inoue     | Katerina Bramley, Obi Mhondera, Tim Hawes                        | Katerina Bramley, Obi Mhondera, Tim Hawes      | 3:52    |
| 15. | „I love you -Full Version-” (CD Only Bonus Track) | Katsuhiko Yamamoto | Katsuhiko Yamamoto                                               | Katsuhiko Yamamoto                             | 4:44    |
| 16. | „Very Merry Xmas” (CD Only Bonus Track)           | Shinjirō Inoue     | Chris Buseck, Tom Hugo Hemansen                                  | Tomoji Sogawa                                  | 4:06    |

| DVD (wersja A) | DVD (wersja A)                                                    | DVD (wersja A) |
| Nr             | Tytuł utworu                                                      | Długość        |
| -------------- | ----------------------------------------------------------------- | -------------- |
| 1.             | „OCEAN” (Music Clip)                                              |                |
| 2.             | „SCREAM” (Music Clip)                                             |                |
| 3.             | „Very Merry Xmas” (Music Clip)                                    |                |
| 4.             | „White” (Music Clip)                                              |                |
| 5.             | „Something” (Music Clip)                                          |                |
| 6.             | „TREE OF LIFE” (Music Clip)                                       |                |
| 7.             | „OCEAN” (Dance Version)                                           |                |
| 8.             | „SCREAM” (Dance Version)                                          |                |
| 9.             | „Something” (Dance Version)                                       |                |
| 10.            | „Catch Me -If you wanna-” (a-nation 2013 stadium fes.(Live Clip)) |                |
| 11.            | „SCREAM” (a-nation 2013 stadium fes.(Live Clip))                  |                |
| 12.            | „Humanoids” (a-nation 2013 stadium fes.(Live Clip))               |                |

| DVD (wersja B) | DVD (wersja B)                                                                   | DVD (wersja B) |
| Nr             | Tytuł utworu                                                                     | Długość        |
| -------------- | -------------------------------------------------------------------------------- | -------------- |
| 1.             | „In Our Time” (Off Shot Movie)                                                   |                |
| 2.             | „White” (Off Shot Movie)                                                         |                |
| 3.             | „TREE OF LIFE” (Off Shot Movie)                                                  |                |
| 4.             | „Album Jacket satsuei” (jap. Album ジャケット撮影) (Off Shot Movie)              |                |
| 5.             | „One and Only One” (LIVE TOUR 2013 〜TIME〜 Documentary Film)                    |                |
| 6.             | „In Our Time” (LIVE TOUR 2013 〜TIME〜 FINAL in NISSAN STADIUM Documentary Film) |                |

## Notowania
| Lista                            | Pozycja |
| -------------------------------- | ------- |
| Oricon Weekly Albums Chart       | 1       |
| Oricon Yearly Albums Chart       | 13      |
| Billboard Japan Top Albums Sales | 1       |
| Gaon Album Chart                 | 15      |